# Avonturier-reeks
De Avonturier-reeks is een collectie stripalbums die door uitgeverij Centripress werd uitgegeven aan het begin van de jaren tachtig. De collectie bestaat uit 14 albums van verschillende veelal Italiaanse tekenaars, o.a. Pratt en Manara. In sommige verhalen staat een historische gebeurtenis centraal, in andere een legende of avontuur. 

## Harde kaften
Alle albums uit de Avonturen-reeks zijn uitgebracht met harde kaft. Het uitgeven van stripboeken met harde kaft was begin jaren tachtig nog uitzonderlijk, omdat de meeste stripboeken in die tijd goedkoop gedrukt werden met zachte kaft, vaak ook op papier van slechte kwaliteit. Uitgeverij Centripress was met het uitbrengen van deze hardcovers een voorloper, spoedig zouden andere uitgevers als Dargaud, Dupuis en Arboris volgen met eigen collecties hardcovers.

## Albums
| Nummer | Titel                                | Tekenaar           | Scenario                    | Jaar |
| ------ | ------------------------------------ | ------------------ | --------------------------- | ---- |
| 1      | Het geheim van de Agartha-monniken   | Milo Manara        | Alfredo Castelli            | 1980 |
| 2      | Opstand in Peking                    | Renato Polese      | Gino D'Antonio              | 1980 |
| 3      | De man zonder geweten                | Hugo Pratt         | Hugo Pratt                  | 1981 |
| 4      | De Cubaanse vrijheidsstrijd          | Fernando Fernandez | Fernando Fernandez          | 1981 |
| 5      | De wurgsekte                         | Guido Buzzelli     | Guido Buzzelli              | 1981 |
| 6      | De vliegende tijger                  | Ferdinando Tacconi | Gino D'Antonio              | 1981 |
| 7      | Schaduw van de wraak                 | Attilio Micheluzzi | Attilio Micheluzzi          | 1982 |
| 8      | Fort Wheeling 2, Op zoek naar Mohena | Hugo Pratt         | Hugo Pratt                  | 1982 |
| 9      | Massamoord op de Filippijnen         | Ivo Milazzo        | Giancarlo Francisco Berardi | 1982 |
| 10     | De Russische revolutie               | Guido Crepax       | Guido Crepax                | 1982 |
| 11     | De zucht naar avontuur               | Dino Battaglia     | Dino Battaglia              | 1982 |
| 12     | Operatie Königsberg                  | Attilio Micheluzzi | Attilio Micheluzzi          | 1982 |
| 13     | Het dodenmasker                      | Enric Sio          | Enric Sio                   | 1983 |
| 14     | De laatste kogel                     | Aurelia Galleppini | Aurelia Galleppini          | 1983 |